# Eucyclops breviramatus
Eucyclops breviramatus – gatunek widłonoga z rodziny Cyclopidae, nazwa naukowa gatunku została po raz pierwszy opublikowana w 1963 roku przez austriackiego limnologa Heinza Löfflera  (1927-2006).